# Golf Yasmine
Le golf Yasmine (arabe : غولف ياسمين) est un terrain de golf de 18 trous se trouvant dans la zone touristique de Hammamet en Tunisie. 
Il est réalisé en 1990 par l'architecte Ronald Fream.